# Notte di rime dirette
Notte di rime dirette è una compilation di rap italiano pubblicata nel 1992.

## Descrizione
La compilation è stata registrata il 3 maggio 1992 al centro sociale Leoncavallo durante un concerto omonimo, chiamato appunto "Notte di rime dirette".
Essa contiene tracce di Lou X, Isola Posse All Stars, 99 Posse, Nuovi Briganti e Truscia Posse. Essendo una registrazione live le tracce non sono sempre complete.

## Tracce
1. Radio Gladio - Spot Anti Aids
2. 99 Posse - Ripetutamente
3. 99 Posse - Rafaniello
4. 99 Posse - The Children Of Babylon
5. Radio Gladio - A Pietro Maso (No Volvo)
6. Isola Posse All Stars - Passaparolaposse
7. Isola Posse All Stars - La Legge Di Marphy
8. Isola Posse All Stars - Questione Di Stile
9. Lou X - All'Attacco
10. Lou X - Fotti La Pula
11. Lou X - Assalto Frontale
12. Lou X	- All'Assalto
13. Lou X	- Italia
14. Nuovi Briganti - Vittima Ignara
15. Nuovi Briganti - Vivisezione
16. Truscia Posse - Poesia Del Mio Tempo
17. Radio Gladio - Lista Dei Drogati Del Lazio